# Iván Lorenzo
Iván Lorenzo Roncero (* 15. April 1986 in Andorra la Vella) ist ein andorranischer ehemaliger Fußballspieler.

## Verein
Roncero spielte für den FC Andorra und seit 2007 ist er bei diversen unterklassigen Vereinen in Spanien aktiv. Aktuell steht er beim FC Alcarràs in der fünften Liga unter Vertrag.

## Nationalmannschaft
Zwischen 2003 und 2016 wurde er 28 Mal in der Nationalmannschaft Andorras eingesetzt. 2006 bestritt er außerdem zwei Partien für die U-21.